# Cầu John-F.-Kennedy
John-F.-Kennedy-Brücke là một cầu đường bắt ngang sông Isar ở khu vực Schwabing-Freimann và Bogenhausen tại München, Đức.
Cầu John-F.-Kennedy là một phần của Đường vòng giữa (Mittleren Ring). Cầu ban đầu định đặt tên cầu Herzog-Heinrich, nhưng khi Kennedy bị ám sát thì tên ông được chọn. Tên cầu Herzog-Heinrich được đặt cho cầu Isar nằm trên đường vòng Föhringer.

## Sách báo
- Christine Rädlinger (2008). Landeshauptstadt München, Baureferat (biên tập). Geschichte der Münchner Brücken. München: Verlag Franz Schiermeier. ISBN 978-3-9811425-2-5.